# Crap Mats
Crap Mats är en bergstopp i Schweiz.   Den ligger i regionen Imboden och kantonen Graubünden, i den östra delen av landet, 150 km öster om huvudstaden Bern. Toppen på Crap Mats är 2 947 meter över havet, eller 118 meter över den omgivande terrängen. Bredden vid basen är 1,1 km.
Terrängen runt Crap Mats är huvudsakligen mycket bergig. Närmaste större samhälle är Chur, 13,7 km öster om Crap Mats. 
I omgivningarna runt Crap Mats växer i huvudsak blandskog. Runt Crap Mats är det ganska tätbefolkat, med 90 invånare per kvadratkilometer.